# Roary, el cotxe veloç
Roary, el cotxe veloç (títol original en anglès: Roary the Racing Car) és una sèrie de televisió per a nens en stop-motion britànica creada per David Jenkins i produïda per Chapman Entertainment i Cosgrove Hall Films. Segueix les aventures del Roary i els seus amics cotxes de carreres a la pista de carreres del Silver Hatch.